# Ellen Drew
Ellen Drew, geboren als Esther Loretta Ray (Kansas City (Missouri), 23 november 1915 - Palm Desert (Californië), 3 december 2003) was een Amerikaans actrice, die voornamelijk actief was in de speelfilmindustrie in de jaren 40 en de televisieindustrie in de jaren 50.

## Biografie
Drew was van Ierse afkomst. De familie verhuisde in 1919 naar Chicago en na de scheiding van haar ouders groeide ze in armoede op. Ze moest noodgedwongen haar middelbare school verlaten om te werken. Na een reeks van baantjes, verhuisde ze in 1934 naar Los Angeles om carrière te maken in de filmindustrie. Ze ging aan de slag als serveerster in een café nabij Grauman's Chinese Theatre. Hier ontmoette ze een van de klanten, Fred Wallace, met wie ze in 1935 in het huwelijk trad; in het voorjaar van 1936 beviel ze van een zoon. In datzelfde jaar figureerde ze voor het eerst in films.
Drew werd in 1938 ontdekt door Artie Johnson, een belangrijke assistent van een van de bazen van Paramount Pictures. Ze was werkzaam voor de studio tot 1943, en verscheen in gemiddeld zes films per jaar. Haar doorbraak was een bijrol in de musical Sing, You Sinners (1938), waar ze verscheen tegenover Bing Crosby en Fred MacMurray. Al door een van haar volgende films, de historische avonturenfilm If I Were King (1938), groeide ze uit tot een filmster. In de pers werd voornamelijk geschreven over haar armoedige achtergrond. Van de studio kreeg ze opdracht om haar huwelijk en moederschap geheim te houden; dit lukte haar tot en met 1939.
Omwille Drews succes in de filmindustrie, liep haar huwelijk met Marshall stuk. De scheiding was rond in 1940. Ze hertrouwde een jaar later met scenarioschrijver Sy Bartlett. Bartlett was onlangs lid geworden van de United States Air Force en werd naar het slagveld gestuurd toen de Tweede Wereldoorlog uitbrak. Drew verwaarloosde in deze periode haar carrière om zo veel mogelijk tijd door te brengen met haar zoon en haar steun te betuigen voor het Amerikaanse leger. Paramount Pictures liet haar in 1943 vallen, waarna ze afsprak met producent Darryl F. Zanuck voor een contract bij 20th Century Fox: dit leidde uiteindelijk tot niets. In plaats daarvan tekende ze in 1944 bij RKO Pictures, en vervolgens in 1946 bij Columbia Pictures.
Na ook van zijn kind te zijn bevallen, vroeg Drew in 1949 een scheiding aan van Bartlett. Twee jaar later trouwde ze met William T. Walker, een man van welvarend komaf die werkzaam was in de reclame-industrie. Naar zijn advies eindigde ze in 1951 haar contract met Columbia en ging met pensioen. Ze miste het acteervak echter al snel en speelde vanaf 1952 vooral rollen op televisie. Na een gastrol in Barbara Stanwycks eigen komedieserie in 1961, zette ze een punt achter haar acteercarrière.
Drew vroeg in 1967 een scheiding aan van Walker, en trouwde in 1971 een vierde keer, met James Edward Herbert, die werkte voor Motorola. Het koppel nam vestiging in Indian Wells (Californië); het huwelijk hield vijf jaar stand. Drew sleet haar laatste jaren door in een bejaardentehuis in Palm Desert, waar ze op 88-jarige leeftijd overleed aan leverfalen.

## Filmografie (selectie)
| - Rhythm on the Range (1936) - Internes Can't Take Money (1937) - Make Way for Tomorrow (1938) - You and Me (1938) - Sing, You Sinners (1938) - If I Were King (1938) - Women Without Names (1940) - Christmas in July (1940) - The Monster and the Girl (1941) - The Remarkable Andrew (1942) | - Star Spangled Rhythm (1942) - Isle of the Dead (1945) - Johnny O'Clock (1947) - The Swordsman (1948) - The Man from Colorado (1948) - The Crooked Way (1949) - Davy Crockett, Indian Scout (1950) - The Baron of Arizona (1950) - Stars in My Crown (1950) - Man in the Saddle (1951) |

- Biblioteca Nacional de España: XX1412732
- Bibliothèque nationale de France: cb14677278c (data)
- Gemeinsame Normdatei: 139720529
- International Standard Name Identifier: 0000 0000 7249 985X
- Library of Congress Control Number: n87911988
- Nationale Bibliotheek van Israël: 987009645119605171
- SNAC: w6tq7w72
- Système universitaire de documentation: 128529520
- Virtual International Authority File: 19943216
- WorldCat: E39PBJmtvdCRJCTXvvchvBWFKd